# Ehemaliges Brausebad St. Johann
Das Ehemalige Brausebad St. Johann, auch Ehemalige öffentliche Bad- und Waschanstalt St. Johann, ist ein ehemaliges öffentliches Badehaus in Basel. Das Gebäude gilt als Kulturgut von regionaler Bedeutung.

## Lage
Das Gebäude liegt im St. Johann-Quartier an der Kreuzung der Elsässerstrasse und des St. Johanns-Ring. Die Adresse lautet Elsässerstrasse 2.

## Beschreibung
Das Gebäude wurde im Burgenstil erbaut. Es enthält gotische Elemente und Jugendstilornamente. Die Fratze an der Fassade über dem neugotischen Fenster ist vom gegenüberliegenden St. Johanns-Tor abgeleitet. Der Sockel des Gebäudes besteht aus Laufener Kalkstein. Fenster- und Türumrahmungen sowie weitere Gliederungen bestehen aus rotem Allmendsberger Sandstein. Das Dach wurde mit Nasenziegeln gedeckt.
Das Gebäude ist mehrheitlich zweigeschossig. Es verfügt über ein Satteldach mit versetzter Firstlinie. Der Grundriss ist unregelmässig. Der langrechteckige Kernbau verfügt über verschiedene Aus- und Aufbauten.
Das Brausebad enthielt eine Abteilung für Männer im ersten und eine für Frauen im zweiten Stock. Zwischen den getrennten Eingängen befand sich der Kassaraum. Beide Abteilungen bestanden aus einem Bade- und einem Warteraum. Bei den Männern waren elf Duschen und sechs Badewannen installiert, bei den Frauen vier Duschen und zehn Badewannen. In beiden Abteilungen gab es eine Einrichtung für Kneippgüsse. Im Keller waren die Zentralheizung, die Warmwasseraufbereitungsanlage, eine Wäscherei mit Trockenraum, ein Raum für Schmutzwäsche und eine kleine Werkstatt untergebracht. Im Dachstock befand sich die Abwartswohnung. Im obersten Geschoss des war das Warmwasserreservoir untergebracht, das circa 4 m³ fasste.
Teil des Gebäudes ist eine öffentliche WC-Anlage, die schon länger für diese Gegend geplant war.

## Geschichte
Das Brausebad St. Johann wurde 1905 von Theodor Hünerwadel erbaut. Die Baukosten betrugen 170'000 Franken. Von diesem Betrag entfielen 12'000 Franken auf die öffentliche Toilette. Es nahm 1906 als drittes städtisches Brausebad den Betrieb auf.
Das Brausebad wurde 1983 als letztes öffentliches Bade- und Waschhaus in Grossbasel aufgrund eines staatlichen Sparprogramms geschlossen. Regierungsrat Kurt Jenny bezeichnete es dabei als «überholte Institution». Zu der Zeit wurde es wöchentlich noch von rund 100 Personen benutzt.
Das Gebäude wird heute als Jugendhaus genutzt.